# Erich Ribbeck
Erich Ribbeck (Wuppertal, 13 giugno 1937) è un ex calciatore e allenatore di calcio tedesco.

## Carriera

### Allenatore
Insieme a Friedhelm Funkel è l'allenatore che più a lungo ha seduto sulla panchina dell'Eintracht Francoforte (cinque anni, dal 1968 al 1973).
Da allenatore ha vinto con il Bayer Leverkusen la Coppa UEFA 1987-1988 sconfiggendo ai rigori l'Espanyol.

## Palmarès

### Allenatore

#### Competizioni internazionali
- Coppa UEFA: 1

Bayer Leverkusen: 1987-1988
- Coppa Intertoto UEFA: 1

Kaiserslautern: 1975